# Maelsnectan de Moray
Maelsnectan de Moray ou Mael Snechta mac Lulaich est Mormaer de Moray de 1058 à 1078.
Il est le seul fils du roi écossais Lulach à la mort duquel il devient mormaer de Moray.
La Chronique anglo-saxonne note pour l'année 1078 que « Máel Coluim s'empare de la mère de Máel Snechtai, de tous ses trésors, de ses châteaux et que lui-même ne réussit à s'échapper qu'avec peine » ce qui implique qu'il aurait été vaincu par Malcolm III.
Les Annales d'Ulster le désignent comme « ri Muireb » c'est-à-dire « roi de Moray » et précisent qu'il meurt en 1085 « dans le bonheur », sans doute après s'être retiré dans un monastère après sa défaite de 1078.
Il aurait eu comme successeur Aedh ou Heth, sans doute l'époux de sa sœur et qui fut le père de Angus mac Aedh dit lors de sa mort le « fils de la fille de Lulach ».